# Junis
Junis (före 2020 IOGT-NTOs Juniorförbund) är en organisation för barn och ungdomar inom  IOGT-NTO-rörelsen i Sverige.
Junis har ungefär 12 000 medlemmar till och med 15 år, i ungefär 200 föreningar runt om i Sverige. De tre grundsatserna, nykterhet, demokrati och solidaritet är grunden för verksamheten. Föreningarna har olika inriktning som till exempel teater, skapande verksamhet, filmklubbar, äventyr, läger och Junisparty. Ledarna i Junis är över 15 år, har gått grundutbildning och ställer sig bakom förbundets profilfrågor samt är medlemmar i IOGT-NTO-rörelsen. 
Ordförande är Mona Örjes sedan kongressen i Lund år 2015.

## Struten
Struten är Junis medlemstidning för barn och ungdomar som ges ut ungefär 7 gånger per år till medlemmarna. Den driver de tre grundsatserna nykterhet, demokrati och solidaritet.
Tidningen har en anställd redaktör. I övrigt skriver frilansande journalister och 4-6 juniorreportrar för tidningen. En juniorreporter skriver för Struten i högst 3 år.